# كأس سلوفينيا 2001–02
كأس سلوفينيا 2001–02 هو موسم من كأس سلوفينيا. كان عدد الأندية المشاركة فيه 32، وفاز فيه نادي غوريتسا.